# Mosiera del-riscoi
Mosiera del-riscoi är en myrtenväxtart som först beskrevs av Attila L. Borhidi och Onaney Muñiz, och fick sitt nu gällande namn av Attila L. Borhidi. Mosiera del-riscoi ingår i släktet Mosiera och familjen myrtenväxter.
Artens utbredningsområde är Kuba. Inga underarter finns listade i Catalogue of Life.